# Schizoprymnus obscurus
Schizoprymnus obscurus är en stekelart som först beskrevs av Christian Gottfried Daniel Nees von Esenbeck 1816.  Schizoprymnus obscurus ingår i släktet Schizoprymnus och familjen bracksteklar. Arten är reproducerande i Sverige. Inga underarter finns listade i Catalogue of Life.